# Comuna Korjivka, Nemîriv
Korjivka (în ucraineană Коржівка) este o comună în raionul Nemîriv, regiunea Vinnița, Ucraina, formată din satele Horodnîțea și Korjivka (reședința).

## Demografie
Componența lingvistică a satului Korjivka
     Ucraineană (96,78%)
     Rusă (2,63%)
     Alte limbi (0,58%)
Conform recensământului din 2001, majoritatea populației satului Korjivka era vorbitoare de ucraineană (96,78%), existând în minoritate și vorbitori de rusă (2,63%).